# ایالت‌های سودان

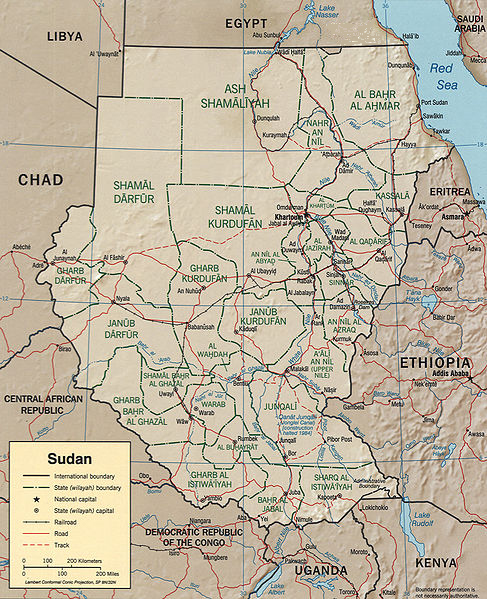
تقسیمات کشوری سودان پیش از جدایی سودان جنوبی

کشور سودان به ۱۸ ایالت تقسیم شده‌است، که به آن‌ها در زبان عربی ولایت می‌گویند.
| # (map) | ایالت              | مرکز       | مساحت km2 | جمعیت (۲۰۰۶) | تراکم جمعیت | ناحیه  |
| ------- | ------------------ | ---------- | --------- | ------------ | ----------- | ------ |
| ۱       | ایالت خارطوم       | خارطوم     | ۲۲٬۱۴۲    | ۷٬۹۹۳٬۹۰۰    | ۳۶۰         |        |
| ۹       | ایالت جزیره        |            | ۲۷٬۵۴۹    | ۲٬۷۹۶٬۳۳۰    | ۱۰۱٫۵       |        |
| ۷       | ایالت دارفور جنوبی | نیاله      | ۱۲۷٬۳۰۰   | ۲٬۸۹۰٬۳۴۸    | ۲۲٫۷        | دارفور |
| ۶       | ایالت دارفور شمالی |            | ۲۹۶٬۴۲۰   | ۱٬۵۸۳٬۱۷۹    | ۵٫۳         | دارفور |
| ۱۱      | ایالت رود نیل      |            |           |              |             |        |
| ۱۵      | ایالت دارفور غربی  | جنینه      | ۷۹٬۴۶۰    | ۱٬۰۰۶٬۸۰۱    | ۱۲٫۷        | دارفور |
| ۱۲      | ایالت دریای سرخ    | پورت سودان | ۲۱۸٬۸۸۷   | ۱٬۳۹۶٬۰۰۰    | ۶٫۴         |        |
| ۱۴      | ایالت سنار         |            | ۳۷٬۸۴۴    | ۱٬۵۳۲٬۰۸۵    | ۴۰٫۵        |        |
| ۳       | ایالت شمالی        | دنقلا      | ۳۴۸٬۷۶۵   | ۸۳۳٬۷۴۳      | ۲٫۴         |        |
| ۱۳      | ایالت قضارف        |            |           |              |             |        |
| ۸       | ایالت کردفان جنوبی |            |           |              |             | کردفان |
| ۲       | ایالت کردفان شمالی | الابیض     |           |              |             | کردفان |
| ۴       | ایالت کسلا         | کسلا       |           |              |             |        |
| ۵       | ایالت نیل آبی      |            |           |              |             |        |
| ۱۰      | ایالت نیل سفید     |            |           |              |             |        |
| ۱۸      | ایالت کردفان غربی  |            |           |              |             | کردفان |

## ایالت‌های جمهوری سودان
قلمرو جمهوری سودان از ۱۸ ایالت زیر تشکیل می‌شود:
1. ایالت خارطوم (ولایة خرطوم)
2. ایالت کردفان شمالی (ولایة شمال کردفان)
3. ایالت شمالی (ولایة الشمالیة)
4. ایالت کسلا (ولایة کسّلا)
5. ایالت نیل آبی (ولایة النیل الأزرق)
6. ایالت دارفور شمالی (ولایة شمال دارفور)
7. ایالت دارفور جنوبی (ولایة جنوب دارفور)
8. ایالت کردفان جنوبی (ولایة جنوب کردفان)
9. ایالت جزیره (ولایة الجزیرة)
10. ایالت نیل سفید (ولایة النیل الأبیض)
11. ایالت رود نیل (ولایة نهر النیل)
12. ایالت دریای سرخ (ولایة البحر الأحمر)
13. ایالت قضارف (ولایة القضارف)
14. ایالت سنار (ولایة سنّار)
15. ایالت دارفور غربی (ولایة غرب دارفور)
16. ایالت دارفور میانی (ولایة وسط دارفور)
17. ایالت دارفور شرقی (ولایة شرق دارفور)
18. ایالت کردفان غربی (ولایة غرب کردفان) (در سال ۲۰۰۵ منحل شد و در سال ۲۰۱۳ بار دیگر ایجاد شد)[۱][۲]

### مناطق اداری ویژه
- منطقه ابیی که در مرز بین سودان جنوبی و جمهوری سودان قرار دارد، در حال حاضر دارای وضعیت اداری ویژه است و توسط اداره منطقه ابیی اداره می‌شود. قرار بود در سال ۲۰۱۱ همه‌پرسی در مورد اینکه بخشی از سودان جنوبی باشد یا بخشی از جمهوری سودان برگزار شود.

### سازمان‌های منطقه‌ای
نهادهای اداری منطقه‌ای که توسط توافق‌نامه‌های صلح بین دولت مرکزی و گروه‌های شورشی ایجاد شده‌اند:
- دولت منطقه‌ای دارفور به واسطه توافقنامه صلح دارفور ایجاد شد تا به عنوان یک نهاد هماهنگ‌کننده برای ایالت‌های تشکیل دهنده منطقه دارفور عمل کند.
- شورای هماهنگی ایالت‌های شرق سودان بر اساس توافقنامه صلح سودان شرقی بین دولت سودان و شورشیان جبهه شرقی تأسیس شد تا به عنوان یک نهاد هماهنگ‌کننده برای سه ایالت شرقی عمل کند.

## ایالت‌های سابق
۱۰ ایالت سودان در روز ۱۸ تیر سال ۱۳۹۰ مستقل و کشور سودان جنوبی را به وجود آوردند این ایالت‌ها عبارتند از:
1. استوائیه شرقی - کبویتا
2. استوائیه غربی - یامبیو
3. استوائیه وسطی (نام قدیم: بحرالجبل) - جوبا
4. بحرالغزال شمالی - اویل
5. بحرالغزال غربی - واو
6. جونقَلی - بور
7. دریاچه‌ها - رمبیک
8. نیل بالا - ملکال
9. واراب - واراب
10. وحدت - بانتیو